# Black Maria (filmstudio)

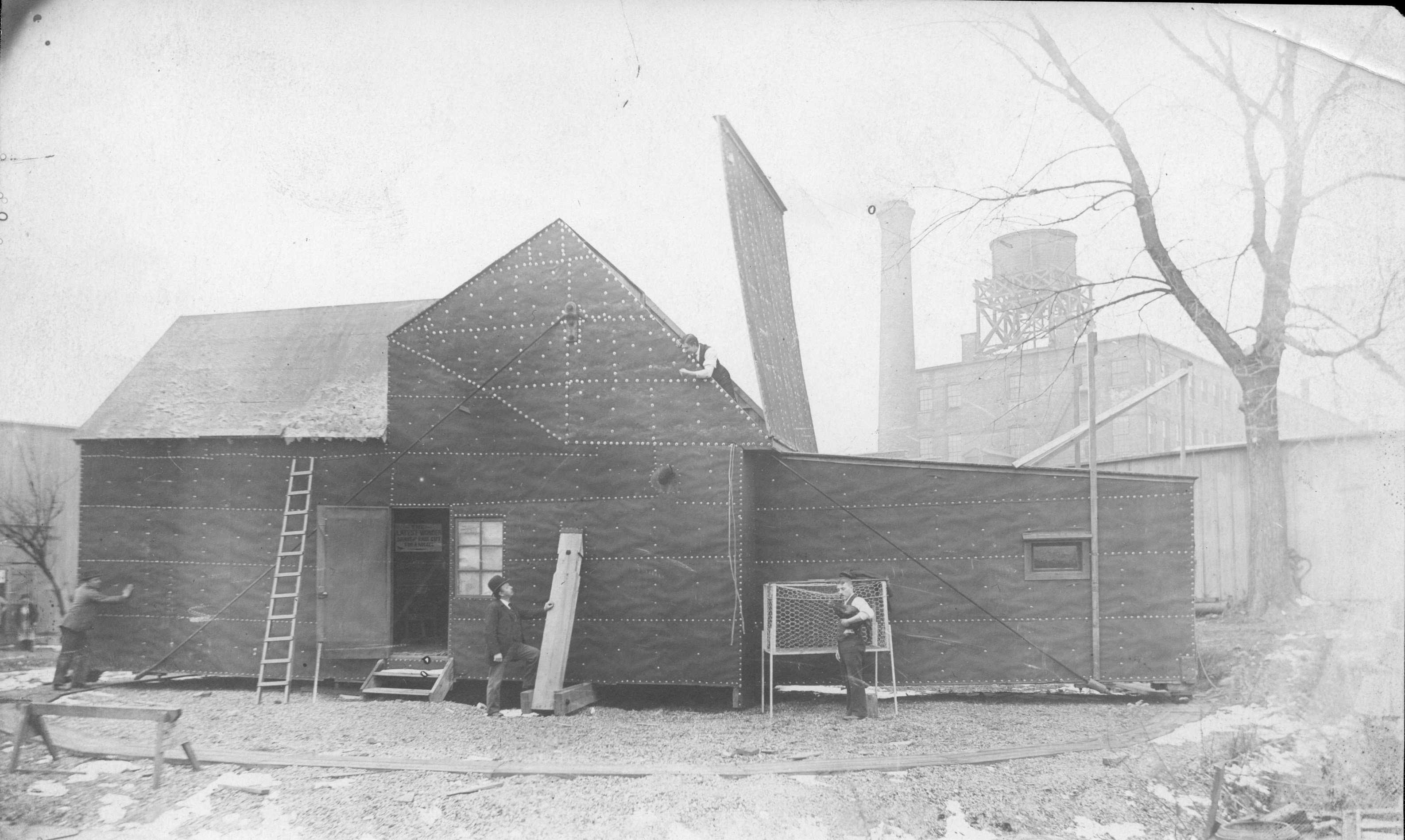
Black Maria, circa 1893-1900

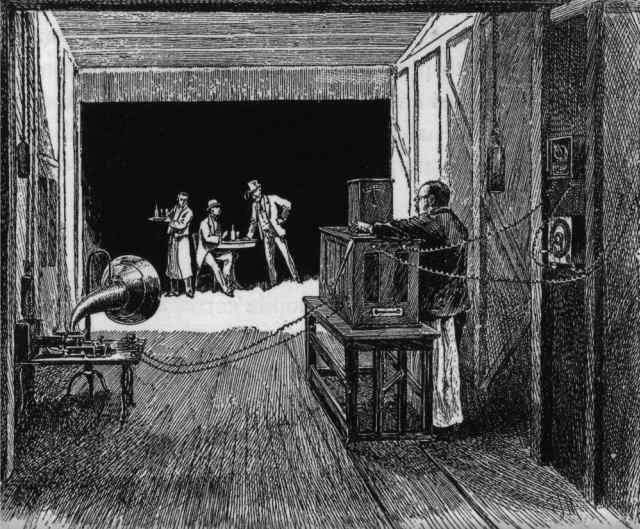
Een tekening van het interieur (1894)

Black Maria was een Amerikaanse filmstudio, eigendom van de uitvinder Thomas Edison. Black Maria was de allereerste filmstudio in de Verenigde Staten.

## Geschiedenis
De studio werd gebouwd in de winter van 1892-1893 op de terreinen van de Edisonlaboratoria in West Orange (New Jersey). Er werden filmstrips gemaakt voor de kinetoscoop. De bouw begon in december 1892 en het gebouw was klaar in februari 1893. Er was 637,67 dollar mee gemoeid geweest. Het gebouw was een met teerpapier bedekte donkere studiokamer, voorzien van een schuifdak en gebouwd met een draaitafel zodat het natuurlijke zonlicht kon gevolgd worden.
De eerste bewegende beelden gemaakt in de filmstudio werden ten behoeve van het auteursrecht in augustus 1893 door William K.L. Dickson bij de Library of Congress gedeponeerd. Op 7 januari 1894 werd Fred Ott's Sneeze opgenomen, de eerste van een reeks korte films voor het publiek, met Edisons assistent Fred Ott. In de 21 seconden durende film Carmencita werd in maart 1894 de Spaanse danseres Carmencita in de filmstudio gefilmd. Het was de eerste vrouw die verscheen voor een filmcamera en misschien wel de eerste vrouw die getoond werd in een Amerikaanse film.

Het grootste deel van de eerste films die werden opgenomen in Black Maria bevatten stukken van goochelshows, vaudevillevoorstellingen (met dansers en sterke mannen), scènes van de Buffalo Bill's Wild West Show, diverse bokswedstrijden, hanengevechten en schaars geklede vrouwen. Toen het nieuws over de nieuwe uitvinding zich verspreidde, stroomden artiesten uit alle hoeken van het land naar de filmstudio toe om in de films te mogen optreden.
Edison bouwde een nieuwe filmstudio met een glazen dak in New York, waarna de studio in januari 1901 werd gesloten en het gebouw in 1903 werd gesloopt.

## Selectie van alhier opgenomen films
- Blacksmith Scene (1893)
- Dickson Experimental Sound Film (1894/95)
- Prof. Welton's Boxing Cats
- Sioux Ghost Dance
- Buffalo Bill's Shooting Skill
- Cripple Creek Bar-Room Scene